# 1992년 대한민국
이 문서는 1992년 대한민국에서 일어난 사건을 다룬다.

## 재임자
제6공화국 (노태우 정부)
- 대통령 : 노태우
- 국무총리 : 정원식 (~10월 7일), 현승종 (10월 8일~)